# Konzentrationslager Nocra

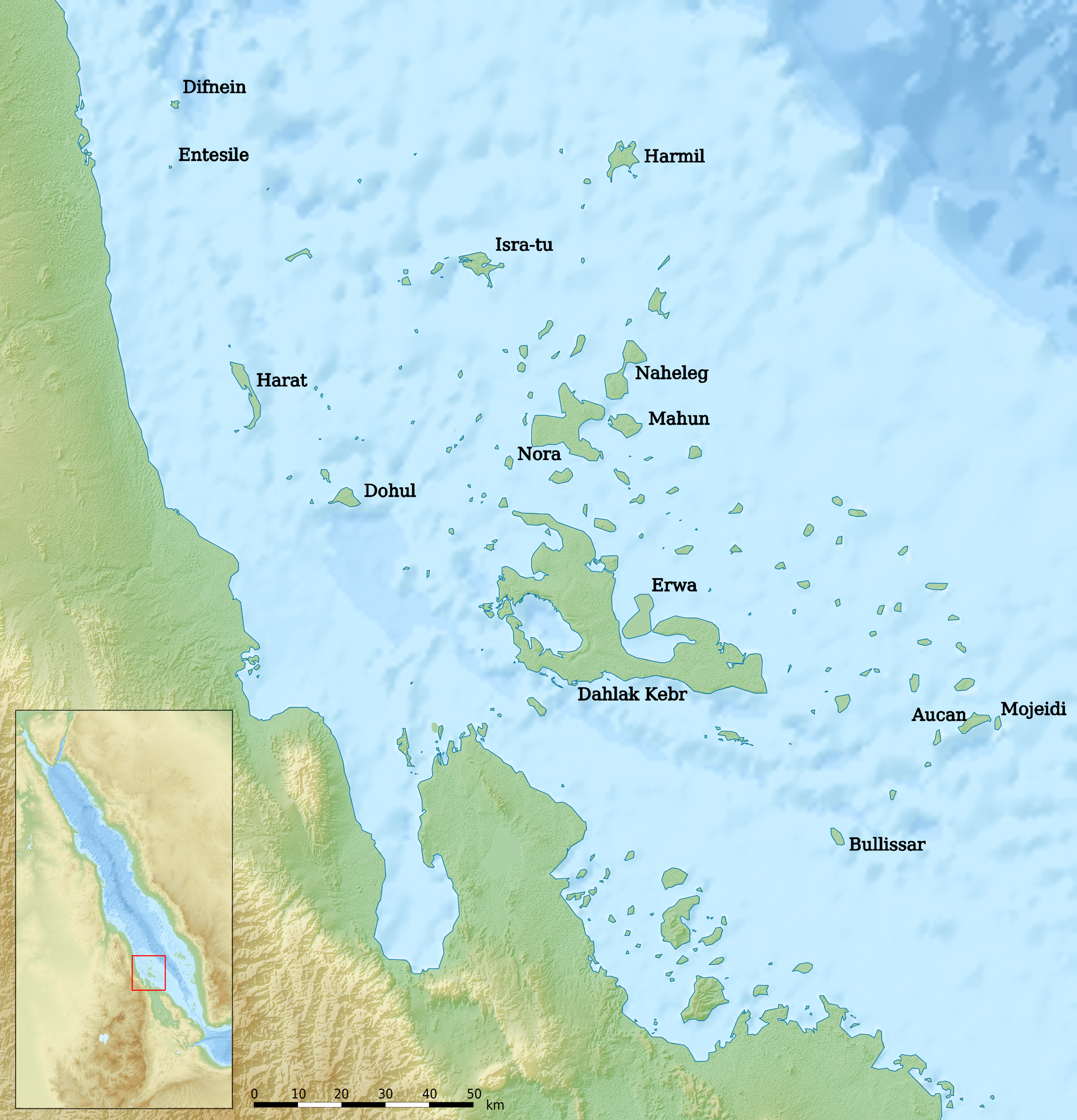
Dahlak-Archipel vor Eritrea

Das Konzentrationslager Nocra wurde von 1936 bis 1941 vom faschistischen Königreich Italien auf der eritreischen Insel Nakura im nördlichen Roten Meer betrieben. Es war neben dem Konzentrationslager Danane eins von zwei Straflagern, die infolge des Abessinienkriegs der Internierung politischer Gefangener aus Italienisch-Ostafrika dienten.
Mit einer Sterberate von 58 Prozent gilt Nocra als das brutalste aller italienischen Konzentrationslager und wird von Historikern deshalb auch als Todes- oder Vernichtungslager eingeordnet.

## Geschichte
Das Konzentrationslager Nocra befand sich auf einer unwirtlichen Insel bei Massaua, in einer der extremsten Klimazonen der Welt. Italien hatte dort bereits 1895 ein Gefängnis in Betrieb genommen, dieses aber zwischenzeitlich stillgelegt. Die verfallenen Anlagen mussten für das neue Konzentrationslager erst wieder in Stand gesetzt werden. Nocra war schließlich von einer vier Meter hohen Außenmauer mit Stacheldraht umgeben und aus den vier Winkeln des Lagers ragten acht Meter hohe Holztürme mit geschützten Plattformen für Militärpersonal empor. Diese waren mit Scheinwerfern und Maschinengewehren ausgestattet. Die Häftlinge wurden in Zelten untergebracht, in denen jegliches Licht (auch Kerzen) streng untersagt war. Das Lager hatte nur einen Wasserbrunnen zur Versorgung der KZ-Insassen. Neben einem Bereich zum Gemeinschaftsduschen unter freiem Himmel befanden sich im Zentrum der Anlage die hängenden Galgen für den Vollzug der Todesstrafe. Die von Stöcken und Ästen bedeckten Latrinen grenzten wiederum direkt an „Orte der Bestrafung“, also Folterplätze.
In Italienisch-Ostafrika gehörten Konzentrationslager nicht zu den zentralen Institutionen der faschistischen Verfolgungsgewalt – Angehörige des Widerstands und Dissidenten wurden in der Regel sofort nach ihrer Gefangennahme von den Italienern erschossen.
1937 lebten im Lager Nocra etwa 500 zu lebenslänglicher Haft verurteilte politische Häftlinge, hauptsächlich Angehörige der weltlichen und geistlichen Elite des abessinischen Kaiserreiches. Mit weiteren politischen Gefangenen und zunächst nach Italien gebrachten Afrikanern stieg die Zahl der Internierten bis 1939 auf 1500 an, darunter auch Frauen und Kinder. Als Straflager zeichnete sich Nocra einerseits durch eine strenge Organisation aus, mit der die eingesperrten Häftlinge kontrolliert werden sollten, andererseits stand die Bestrafung der internierten „Rebellen“, „Umstürzler“, „Anarchisten“, „Unruhestifter“, „Intriganten“ oder „Feinde des italienischen Volkes“ im Vordergrund. Lagerinstitutionen beabsichtigten keine Umerziehung der Insassen, sondern ausschließlich deren Maßregelung.
Auch mussten die Lagerinsassen Zwangsarbeit bei der Zementherstellung leisten oder wurden dem italienischen Mineralölkonzern Agip zu Arbeiten bei der Erdölexploration zugeteilt. Die Häftlinge verrichteten ihre Zwangsarbeit unter anderem in Steinbrüchen bei hoher Luftfeuchtigkeit und Tagestemperaturen von bis zu 50 °C. Zu diesen Arbeiten waren alle verpflichtet, Ausnahmen bildeten nur Kranke, Menschen über sechzig, Kinder unter vierzehn und schwangere Frauen. Malaria, Ruhr, schlechte Ernährung und Isolation führten zusätzlich zu einer sehr hohen Sterberate. Bei der Befreiung Nocras durch britische Soldaten am 6. Mai 1941 fanden diese die 332 überlebenden Äthiopier in einem Zustand vor, der vergleichbar war mit dem jener Häftlinge, die später aus deutschen Vernichtungslagern befreit wurden. Die Überlebenden waren schwer krank, einige starben noch, bevor sie wieder das Festland erreichten. Von den 114 ehemaligen Häftlingen, die unmittelbar ins Krankenhaus eingeliefert wurden, waren 30 Prozent unfähig zu gehen. Neun stark Abgemagerte starben noch bei der Ankunft im Hospital.

## Beurteilung
Dem britischen Historiker Ian Campbell (2017) zufolge kann das Konzentrationslager Nocra praktisch als Todeslager bezeichnet werden. Mit einer Sterberate von 58 Prozent und seiner Lage an einem der heißesten Plätze der Erde sei Nocra das „schrecklichste und zugleich am wenigsten bekannte aller italienischen Konzentrationslager“ gewesen. Der italienische Historiker Angelo Del Boca (2004) bezeichnet Nocra als „Vernichtungslager“.